# North Bend (Washington)
North Bend és una població dels Estats Units a l'estat de Washington. Segons el cens del 2000 tenia 4.746 habitants.

## Demografia
Segons el cens del 2000, North Bend tenia 4.746 habitants, 1.841 habitatges, i 1.286 famílies. La densitat de població era de 623,3 habitants per km².
Dels 1.841 habitatges en un 37,8% hi vivien nens de menys de 18 anys, en un 57,1% hi vivien parelles casades, en un 8,8% dones solteres, i en un 30,1% no eren unitats familiars. En el 23,7% dels habitatges hi vivien persones soles el 10,8% de les quals corresponia a persones de 65 anys o més que vivien soles. El nombre mitjà de persones vivint en cada habitatge era de 2,53 i el nombre mitjà de persones que vivien en cada família era de 3,01.
Per edats la població es repartia de la següent manera: un 27,3% tenia menys de 18 anys, un 6,7% entre 18 i 24, un 37,1% entre 25 i 44, un 18,4% de 45 a 60 i un 10,6% 65 anys o més.
L'edat mediana era de 34 anys. Per cada 100 dones de 18 o més anys hi havia 94 homes.
La renda mediana per habitatge era de 61.534 $ i la renda mediana per família de 69.402 $. Els homes tenien una renda mediana de 57.333 $ mentre que les dones 38.401 $. La renda per capita de la població era de 28.229 $. Aproximadament el 2,1% de les famílies i el 4,7% de la població estaven per davall del llindar de pobresa.

## Poblacions més properes
El següent diagrama mostra les poblacions més properes.